# 임택근
임택근(任宅根, 1932년 12월 1일 ~ 2020년 1월 11일)은 대한민국의 프리랜서 아나운서 출신 기업가이며, 본관은 풍천(豊川)이다.

## 생애
1932년 경성부에서 출생한 그는 연희대학교에 재학 중이었던 1951년에 한국 전쟁이 일어나자 부산으로 피란한 후, 중앙방송국(現 KBS) 아나운서로 입사했다. 1953년 7월 휴전 후 서울로 돌아온 그는 KBS 대표 아나운서로 활동하다가 1964년 동양방송이 개국함에 따라 MBC 창설요원들이 대거 이탈하자 영입 제안을 받고 문화방송으로 이직했다. 이후 MBC에서 《MBC 모닝쇼》 등을 진행했다. 이후 문화방송 상무와 전무를 지내고 1980년에 MBC 전무직을 사퇴했다. MBC 퇴사 후 보험관련 사업을 했었으며, 1990년에 KBS 《노래는 사랑을 싣고》의 MC로 20년만에 마이크를 잡기도 했지만 이후 코스모스악기 등 기업인으로 활동했었다.
명 아나운서로 이름이 높았지만, 여러 혼외 관계를 갖는 등 좋지 못한 사생활로 인하여 많은 비판을 받았다. 그래서 아들들인 임재범과 손지창과는 사이가 매우 좋지 않았었다.
2008년에 제주도를 여행하던 도중 사고를 당해 하반신 불수가 되었고, 2019년에 심장질환 및 뇌경색에 걸려 치료를 받다가 2020년 1월 11일에 타계하였다.

## 학력
- 서울수송초등학교
- 휘문중학교
- 휘문고등학교
- 연세대학교 정치외교학과

## 가족 관계
- 전처 오숙근
- 후처 김혜민
  - 장남 임재범 (1962년 ~ )
    - 자부 송남영
      - 손녀 임지수

  - 차남 손지창 (1970년 ~ )
    - 자부 오연수
      - 장손 손성민
      - 차손 손경민
- 동생 임양근
- 누나
  - 조카 성 김 (1960년 ~ )

## 사업
- 2012년 5월. 서울특별시 강남구 대치동 카페 '모나'
- 2013년 2월. 경기도 성남시 분당구 구미동 카페(분당프라자 3층) '압구정 볶는 커피'